# Stenogryllus exallos
Stenogryllus exallos är en insektsart som beskrevs av Otte, D. och Perez-gelabert 2009. Stenogryllus exallos ingår i släktet Stenogryllus och familjen syrsor. Inga underarter finns listade i Catalogue of Life.